# Zamieszki w Gudźaracie (2002)
Zamieszki w Gudźaracie w 2002 – niepokoje w położonym na zachodzie Indii Gudźaracie rozpoczęły się 27 lutego 2002 od pożaru pociągu Sabarmati Express w miejscowości Godhra. Dużą część pasażerów pociągu stanowili działacze hinduistyczni, zwani Kar Sevaks, powracający ze spornego miejsca kultu religijnego w Ayodhya, w prowincji Uttar Pradesh. W wyniku niepokojów, wywołanych przez atak na pociąg, w ciągu następnych kilku tygodni w Gudżaracie zginęły 1044 osoby, głównie muzułmanie. Nie ustalono dokładnie kto sprowokował przemoc – jedna z teorii wskazuje na zaplanowany atak, przeprowadzony przez muzułmańskich ekstremistów, inna zaś na samych pasażerów pociągu, którzy na stacji w Godhrze sprowokowali oczekujących na pociąg muzułmanów. W pożarze zginęło 58 osób. Powołane przez zarząd kolei i rząd komisje orzekły, że pożar wywołany został wewnątrz pociągu, nie zaś w wyniku ataku z zewnątrz. Pożar pociągu stał się zarodkiem przemocy, skierowanej głównie przeciwko ludności muzułmańskiej regionu.

## Zamieszki
Najbardziej dramatyczne wydarzenie, związane z niepokojami w Gudżaracie, miało miejsce 28 lutego, dzień po katastrofie, kiedy protestujący tłum wywołał liczne pożary w Naroda Patia, muzułmańskiej dzielnicy Ahmadabadu. Obserwatorzy z Human Rights Watch stwierdzili, że w wyniku ataków, w których użyto zbiorników gazu LPG, spłonęła większość domów w dzielnicy, przez co wiele rodzin zostało bez dachu nad głową. Wedle przekazanych przez nich informacji, policja nie przeciwstawiała się aktywnie agresywnemu tłumowi. Wydarzenia w Naroda Patia sprowokowały okoliczną ludność muzułmańską do organizacji własnych bojówek.

## Śledztwo
Powołana przez rząd specjalna komisja przeprowadziła śledztwo, w trakcie którego zapoznała się z 2094 zeznaniami świadków i uczestników zajść. Śledczy oskarżyli organizacje BJP, VHP i Rashtriya Swayamsevak Sangh, że zachęcały one, popierały i uczestniczyły w pogromie. W wyniku równoległych śledztw za udział w zajściach skazano kilkadziesiąt osób. Równocześnie jednak sądy uniewinniły wiele osób, co w przypadku kilku spraw, takich jak podpalenie piekarni Best Bakery w Vadodarze, w której zginęło 14 osób, wywołało dalsze niepokoje. Przypadek Best Bakery ukazał również dalsze wątpliwości co do działań podjętych przez administrację – pojawiły się liczne oskarżenia, że władze regionu poprzez świadomą decyzję niewysyłania swoich sił, przyczyniły się do wzrostu liczby ofiar.

## Rola mediów
Istnieją różne opinie na temat roli pełnionej przez media w przekazywaniu informacji dotyczących pożaru: jedna z nich wskazuje, że angielskojęzyczne media w Indiach, usprawiedliwiały palenie hinduistów przez muzułmanów, twierdząc, że był to czyn sprawiedliwy. Wedle innej opinii opowieści o Kar Sevaks, atakujących córkę sprzedawcy i porywających ją do pociągu były prezentowane przez zachodnie media jako fakt, pomimo że była to plotka. Media w języku gudźarati oskarżane zostały z kolei o bezkrytycznie cytowanie słów premiera Narendra Modi, który popierał odwet hinduistów wobec muzułmanów.